# Banica (Bułgaria)
Banica (bułg. Баница) – wieś w Bułgarii, w obwodzie Wraca, w gminie Wraca. W 2024 roku liczyła 1188 mieszkańców.